# Wartkowo
Wartkowo (deutsch Wartekow) ist ein Dorf in der Woiwodschaft Westpommern in Polen. Es gehört zu der Gmina Gościno (Gemeinde Groß Jestin) im Powiat Kołobrzeski (Kolberger Kreis).

## Geographische Lage
Das Dorf liegt in Hinterpommern, etwa 20 Kilometer südlich von Kołobrzeg (Kolberg) und etwa 100 Kilometer nordöstlich von Stettin (Szczecin).

## Geschichte
Das Dorf wurde im Mittelalter im Herzogtum Pommern als Angerdorf angelegt. Die erste urkundliche Erwähnung als Wartowne findet sich in einer Urkunde aus dem Jahre 1260, die aber möglicherweise unecht ist. Die erste gesicherte urkundliche Erwähnung erfolgte 1266, als Bischof Hermann von Cammin dem Camminer Domkapitel in einem Tauschgeschäft unter anderem das Dorf Wortchowe übertrug.
Auf der Lubinschen Karte des Herzogtums Pommern von 1618 ist „Wartckow“ eingetragen.
Im 17. Jahrhundert wird Wartekow als Lehen im Besitz der Familie Blankenburg genannt. Um 1784 gab es in Wartekow zwei Vorwerke und auf der Gemarkung des Dorfs ein weiteres Vorwerk, Klein Vorbeck genannt, zwei Vollbauern, von denen einer eine Gaststätte betrieb, drei Halbbauern und insgesamt 14 Feuerstellen (Haushalte).  Im Jahre 1804 gehörte das Gut Wartekow, das damals mit 50.000 Talern bewertet wurde, dem Obersten Heinrich Ferdinand von Bardeleben (1748–1822) aus der adligen Familie von Bardeleben. Sein Sohn Karl Moritz Ferdinand von Bardeleben (1777–1868) verkaufte es 1828 an den Rittmeister Heinrich Karl Wilhelm Georg  von Eickstedt (1788–1867). Im Rahmen der Separation zwischen Gutsherrschaft und Bauern gründete Eickstedt auf der Gemarkung des Guts das neue Gut Eickstedswalde, das er 1840 zusammen mit dem Vorwerk Klein Vorbeck vom Wartekow abtrennte. Das alte Gut Wartekow verkaufte er an den General Christian Adolf von Roebel, dessen Familie es bis 1863 besaß. Das Gut ging danach durch mehrere Hände, der letzte Gutsbesitzer war bis 1945 Walter Schmidt.
Das stattliche Gutshaus vereinigt Elemente der Neorenaissance mit modernen Stilelementen. Eine breite Freitreppe und ein säulengeschmücktes Portal führten zur Gartenseite des Hauses.
Seit dem 19. Jahrhundert bestanden die Landgemeinde Wartekow und der Gutsbezirk Wartekow nebeneinander. Bei der Auflösung der Gutsbezirke in Preußen wurde 1929 eine vergrößerte Landgemeinde Wartekow gebildet, zu der neben der bisherigen Landgemeinde und Gutsbezirk Wartekow auch die bisherigen Gutsbezirke Eickstedswalde, Groß Vorbeck und Karkow gehörten. Bald danach wurde aber Eickstedswalde mit Groß Vorbeck als eigene Landgemeinde wieder ausgegliedert.
Bis 1945 bildete Wartekow eine Gemeinde im Landkreis Kolberg-Körlin der Provinz Pommern. Zur Gemeinde gehörten neben Wartekow die Wohnplätze Karkow, Karkower Mühle und Neuland.
Gegen Ende des Zweiten Weltkriegs wurde Wartekow durch die Rote Armee besetzt. Das Dorf kam, wie alle Gebiete östlich der Oder-Neiße-Grenze, an Polen. Die Dorfbevölkerung wurde vertrieben. Der Ortsname wurde zu „Wartkowo“ polonisiert.

## Entwicklung der Einwohnerzahlen
- 1816: 160 Einwohner[6]
- 1867: 267 Einwohner, davon 135 im Gutsbezirk Wartekow und 132 in der Landgemeinde Wartekow[6]
- 1885: 271 Einwohner, davon 162 im Gutsbezirk Wartekow und 109 in der Landgemeinde Wartekow[6]
- 1905: 275 Einwohner, davon 185 im Gutsbezirk Wartekow und 90 in der Landgemeinde Wartekow[6]
- 1925: 271 Einwohner, davon 167 im Gutsbezirk Wartekow und 104 in der Landgemeinde Wartekow[6]
- 1933: 431 Einwohner, Gemeinde Wartekow mit Karkow[6]
- 1939: 413 Einwohner, Gemeinde Wartekow mit Karkow[6]
- 2017: 346 Einwohner[1]

## Kirche
Bis 1945 bestand in Wartekow eine evangelische Kirche, die Filialkirche der Kirche in Ramelow war. Zu ihr eingepfarrt waren neben Wartekow die Dörfer Karkow und Groß Vorbeck. Die Gutsbesitzer von Wartekow und Karkow waren die Patrone.